# Łukasz Młyńczyk
Łukasz Młyńczyk – polski politolog, komentator polityczny, dr hab. nauk społecznych, od 1.10. 2021 adiunkt w Katedrze Teorii Polityki i Myśli Politycznej na Wydziale Nauk Politycznych i Studiów Międzynarodowych UW.

## Życiorys
W 2002 ukończył studia w zakresie politologii na Uniwersytecie Zielonogórskim. 28 września 2009 obronił pracę doktorską Koncepcje polityki regionalnej Polski w latach 1989–2004, 17 stycznia 2017 habilitował się na podstawie pracy zatytułowanej Między kreatywnością a próżnowaniem. Polityczność dwóch typów idealnych. W roku 2017 otrzymał awans na profesora uczelni na Uniwersytecie Zielonogórskim. 
Sprawował funkcję profesora nadzwyczajnego, a także zastępcy dyrektora i p.o. dyrektora w Instytucie Politologii na Wydziale Humanistycznym Uniwersytetu Zielonogórskiego.